# Новая Горяша
Новая Горяша — опустевшая деревня Краснослободского района Республики Мордовия в составе Селищинского сельского поселения. 

## География
Находится на расстоянии примерно 17 км по прямой на северо-запад от районного центра города Краснослободск.

## История
Известна с 1894 года, когда была учтена как выселок Горяшенский Краснослободского уезда из 64 дворов, основана после отмены крепостного права переселенцами из села Горяши (Крухая).

## Население
Постоянное население составляло 2 человека (русские 100%) в 2002 году, 0 в 2010 году .